# 漢斯·范巴倫
约翰内斯·科内利斯·“漢斯”·范巴倫（荷蘭語：Johannes Cornelis "Hans" van Baalen，1960年6月17日—2021年4月29日），男，荷蘭政治人物。曾擔任荷蘭國會議員、歐洲議會議員，並曾出任「國際自由聯盟」及「歐洲自由民主聯盟黨」兩大民主政黨聯盟的主席。2021年4月29日在荷蘭因病辭世，享年60歲。